# Post miserabile
Post miserabile (Latijn voor Na het te betreuren –Jeruzalem-) was een pauselijke bul, uitgevaardigd door paus Innocentius III op 15 augustus 1198 , waarin opgeroepen werd tot een nieuwe kruistocht. Op deze oproep zou later de Vierde Kruistocht volgen.
De bul was gericht aan alle Europese vorstenhuizen, waar de animo voor het ondernemen van een nieuwe expeditie laag was. Engeland en Frankrijk voerden nog steeds onderling oorlog en de verstandhouding tussen de Kerkelijke Staat en het Heilige Roomse Rijk verliep zeer stroef.
Evenals voorafgaande bullen die betrekking hadden op de kruistochten leverde deelname bepaalde voordelen op :
- bescherming van eigendommen bij afwezigheid van de bezitter
- uitstel van betaling van achterstallige schulden
- uitstel van betaling van rente over openstaande schulden

Een meer specifieke verwijzing in deze bul is, dat er bij de punten over het voorlopig niet terug te hoeven betalen specifiek gerefereerd werd aan de joodse geldverstrekkers.